# Plegamiento de proteínas

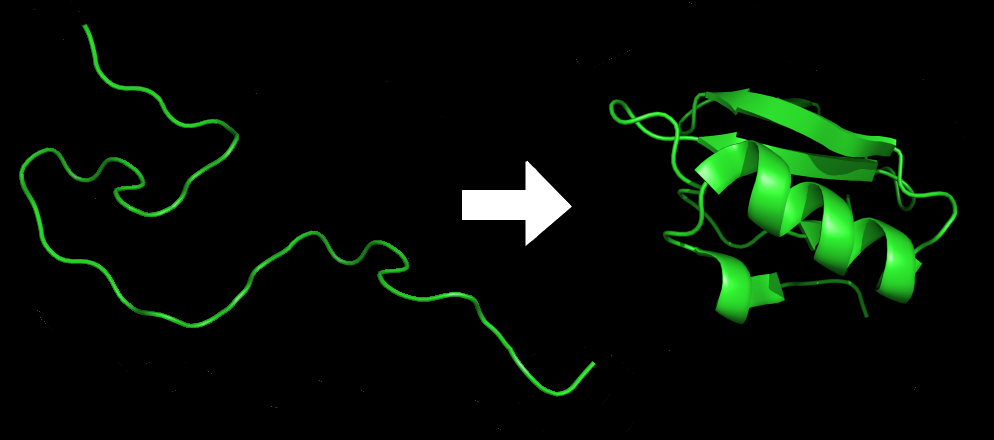
Tránsito de la estructura primaria a la estructura terciaria de una proteína.

El plegamiento de proteínas es el proceso expedito, termodinámicamente no espontáneo (reversible) por el que una proteína soluble alcanza su estructura tridimensional. La función biológica de una proteína depende de su correcto plegamiento, el cual es un proceso termodinámicamente irreversible por ser espontáneo. Si una proteína no se pliega correctamente, la misma no será funcional y, por lo tanto, no será capaz de cumplir con su función biológica. En estos casos, la misma puede ser susceptible de alcanzar estados aberrantes de agregación, que incluyen la formación de apilamientos amiloides causantes de neuropatías, como ocurre con el llamado prion.
El proceso inverso del plegamiento es conocido como desnaturalización de proteínas. Una proteína desnaturalizada no es más que una cadena de aminoácidos sin una estructura tridimensional definida ni estable. A menudo, las proteínas desnaturalizadas precipitan, perdiendo de ese modo su solubilidad. En algunos casos los procesos de plegamiento y desnaturalización son reversibles, aunque en otros no. Esta última posibilidad es frecuente cuando la denaturalización conduce a un intermediario que es capaz de formar un agregado regular.

## Termodinámica del plegamiento
En condiciones fisiológicas, el proceso de plegamiento de una proteína globular está claramente favorecido termodinámicamente, esto es, el incremento de energía libre global del proceso debe ser negativo (aunque alguno de sus pasos puede ser positivo). Por tratarse de un proceso espontáneo, el plegamiento es irreversible desde el punto de vista termodinámico. Ello no significa que no pueda revertirse el estado inicial de la cadena proteica. El plegamiento en el estado nativo de una proteína se consigue equilibrando una serie de factores termodinámicos como la pérdida de entropía conformacional, las interacciones carga-carga, los puentes de hidrógeno internos, las interacciones hidrofóbicas y las interacciones de van der Waals.
.

### Entropía conformacional
Se define entropía conformacional del plegado como la disminución de la entropía, de la aleatoriedad en definitiva, durante el paso desde una multitud de conformaciones en el ensamble denaturizado aleatorio hasta una única estructura plegada. La energía libre, representada en la ecuación ΔG = ΔH - T ΔS, demuestra que el ΔS negativo realiza una contribución positiva a ΔG. Es decir, el cambio de entropía conformacional se opone al plegado. Por ello, el ΔG global, que debe ser negativo, se debe a que o bien ΔH es negativo y grande o a algún otro aumento de la entropía con el plegado. En la práctica se dan ambas cosas.
La fuente de ΔH negativo es el cúmulo de interacciones favorables energéticamente que se dan en el interior del glóbulo proteico, interacciones que suelen ser no covalentes, excepto por los puentes disulfuro intramoleculares que pueden formar los pares de cisteínas.

### Interacciones carga-carga
Las interacciones carga-carga se dan entre grupos polares y cargados de las cadenas laterales de los aminoácidos componentes del polipéptido, puesto que los grupos carboxilo y amino del carbono alfa están implicados en el enlace peptídico. De este modo, dichos grupos ionizados se atraen y forman un equivalente a sales entre residuos del polipéptido: de hecho, se denominan a veces puentes salinos. Evidentemente, dichas interacciones desaparecen cuando el pH del medio es tal que se pierde el estado de ionización del grupo; de hecho, esta es una de las causas de la desnaturalización rápida de las proteínas mediante adición de ácidos o bases, y subyuga a las proteínas a un entorno de un pH tamponado y moderado, que es el fisiológico, salvo excepciones, como puede ser el interior lisosomal en el entorno subcelular

### Enlaces de hidrógeno internos

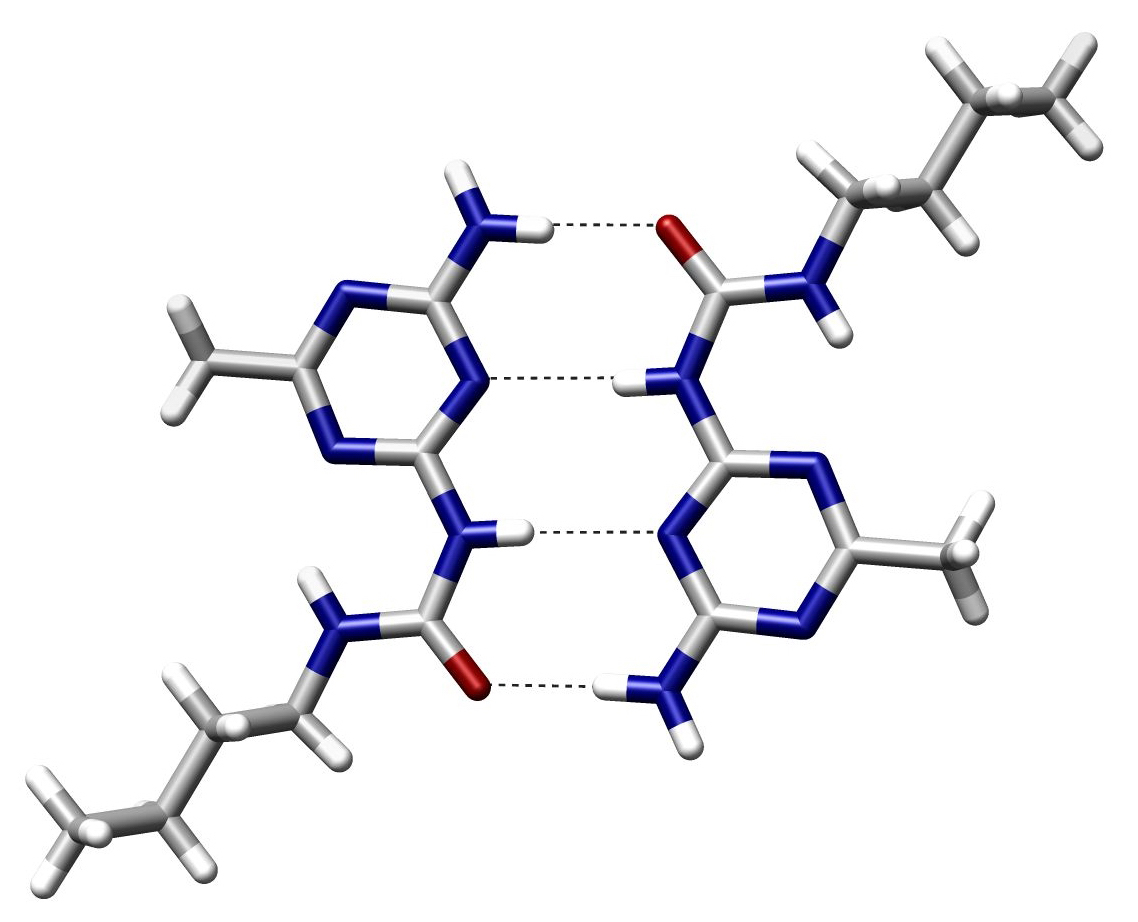
Dos moléculas relacionándose mediante cuatro puentes de hidrógeno, representados mediante líneas de puntos.

Las cadenas laterales de muchos aminoácidos se comportan como donadores o como aceptores de enlaces de hidrógeno (es el caso de los grupos hidroxilo de la serina y los grupos amino de la glutamina, por ejemplo). Además, si los protones amida o los carbonilos del armazón polipeptídico no están implicados en el enlace peptídico, pueden interaccionar también en este tipo de uniones estabilizadoras.
Si bien los enlaces de hidrógeno son débiles en disolución acuosa. su gran número puede estabilizar, y lo hace, la estructura terciaria proteica.

### Interacciones de van der Waals
El denso empaquetamiento en el núcleo de las proteínas globulares facilita la interacción débil entre grupos moleculares sin carga. Dichos enlaces son de baja energía, pero su abundante número suple su debilidad. Cada interacción individual sólo contribuye en unos pocos kilojulios a la entalpía de interacción negativa global. Pero la suma de todas las contribuciones de todas las interacciones sí que puede estabilizar a la estructura plegada. De este modo, una contribución energética favorable a partir de la suma de las interacciones intramoleculares compensa de modo más que suficiente la entropía desfavorable del plegado.

### Interacciones hidrofóbicas
Por definición, cualquier sustancia hidrofóbica en contacto con el agua provoca que ésta huya y se agrupe en estructuras denominadas clatratos. Esta ordenación corresponde a una disminución de la entropía del sistema. En el caso de las proteínas, los residuos hidrofóbicos de los aminoácidos quedan orientados, en su plegamiento, hacia el interior de la molécula, en contacto con sus semejantes y alejados del agua. En consecuencia, la internalización de los grupos hidrófobos aumenta la aleatoriedad del sistema 'proteína más agua' y, por consiguiente, produce un aumento de entropía al doblarse. Este aumento de entropía produce una contribución negativa a la energía libre del plegado y aumenta la estabilidad de la estructura proteica.